# Peadar Ó hAnnracháin
Peadar Ó hAnnracháin (* 29. Oktober 1873 in Skibbereen, Irland; † 29. März 1965 in Baldoyle, Dublin) war ein irischer Schriftsteller und Dramatiker.

## Leben
Peadar Ó hAnnracháin, anglisiert Peter Hourihane, war der Sohn von John Hourihane und Mary Donovan Hourihane. Um die Jahrhundertwende trat er der Vereinigung Conradh na Gaeilge bei und setzte sich fortan für den Erhalt der irischen Sprache ein. Während des Irischen Unabhängigkeitskrieges von 1919 bis 1921 war er in Reading, Wakefield und auf Beare Island interniert. Anschließend arbeitete er als Journalist für mehrere irisch- und englischsprachige Zeitungen. Parallel dazu veröffentlichte er Gedichte, Kurzgeschichten und Romane in englischer und insbesondere in irischer Sprache. Sein 1944 veröffentlichtes Theaterstück Stiana wurde am 26. März 1944 vom Abbey Theatre uraufgeführt.
Am 20. November 1919 heiratete er Máire Desmond, mit der er sechs Kinder bekam, darunter auch den Schauspieler Kieron Moore (1924–2007).

## Werke
- 1918: An Chaise Gharbh
- 1933: Machtnamh Cime
- 1937: Mar Chonnac-sa Éire
- 1944: Fé Bhrat an Chonnartha
- 1944: Nuala De Barra
- 1944: Stiana
- 1953: Mar Mhaireas É?